# Abizanda
Abizanda (en aragonès: L'Abizanda) és un municipi aragonès situat a la província d'Osca i enquadrat a la comarca del Sobrarb. Abizanda es considera un poble fortificat. Limita amb els municipis de Barbastre, Naval, l'Aïnsa i Palo.

## Geografia
El municipi es troba als Prepirineus aragonesos, elevat al damunt del riu Cinca i envoltat de pinedes i alzinars. Dins el municipi hi ha l'embassament de Lo Grau, apte pel bany i la diversió aquàtica.

## Entitas de població
- Escanilla. Llogaret situat a 519 metres d'altitud i molt a prop del riu Cinca. La seua població era de 24 habitants l'any 1991.[2]
- Lamata. El poble està situat a 577 metres d'altitud. L'any 1991 hi havia 31 habitants.[3]
- Ligüerre de Cinca. Sota les aigües de l'embassament del Mediano van desaparèixer les millors terres de cultiu. El poble es va quedar gairebé deshabitat. La Unió General de Treballadors (UGT) va sol·licitar a la Confederació Hidrogràfica de l'Ebre la cessió del poble per a la seva rehabilitació i per a crear un centre d'esplai. Posteriorment, aquest sindicat va desenvolupar un projecte de recuperació del poble, transformant-lo en un Centre de Vacances.[4]

## Història
El poble té una torre medieval del segle xi i nombrosos restes patrimonials romànics i àrabs. El castell d'Abizanda fou construït per Sanç III de Pamplona en el punt més alt de vigilància de la vall del Cinca.
Abizanda va formar part de la jurisdicció senyorial dels pobles de la baronia d'Alcolea de Cinca, que havia pertangut a la casa d'Entença.

## Política
| Període   | Alcalde                        | Partit |  |
| --------- | ------------------------------ | ------ |  |
| 1979-1983 | José Gabal Lafalla             | UCD    |  |
| 1983-1987 |                                |        |  |
| 1987-1991 |                                |        |  |
| 1991-1995 | Pedro Santorromán              | PSOE   |  |
| 1995-1999 | Pedro Santorromán              | PSOE   |  |
| 1999-2003 | Pedro Santorromán              | PSOE   |  |
| 2003-2007 | Pedro Santorromán-Ramón Guatas | PSOE   |  |
| 2007-2011 | Fernando Torres Lacambra       | PSOE   |  |
| 2011-2015 | José Buesa Abadías             | PSOE   |  |

## Imatges del municipi

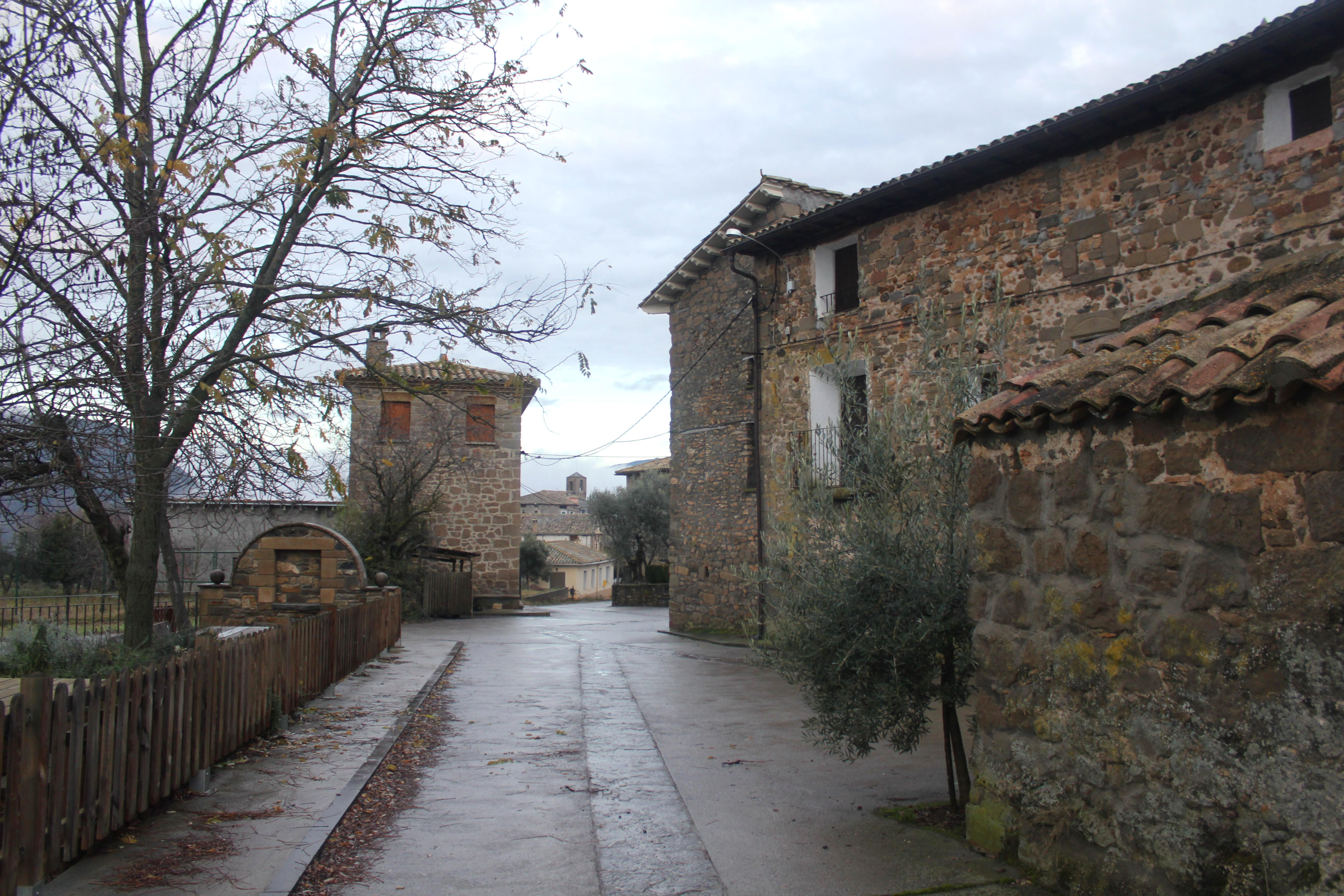
Lamata
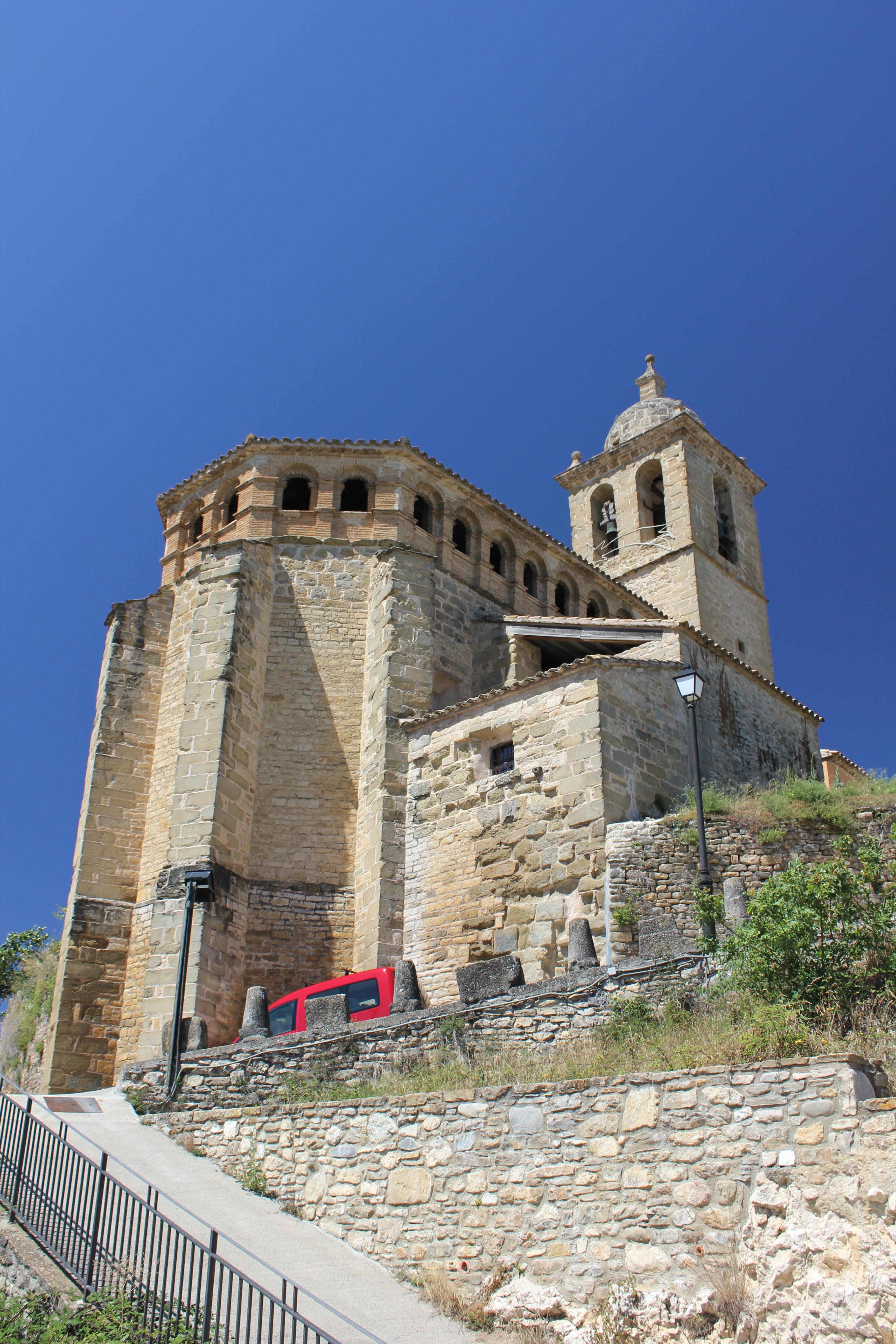
Església
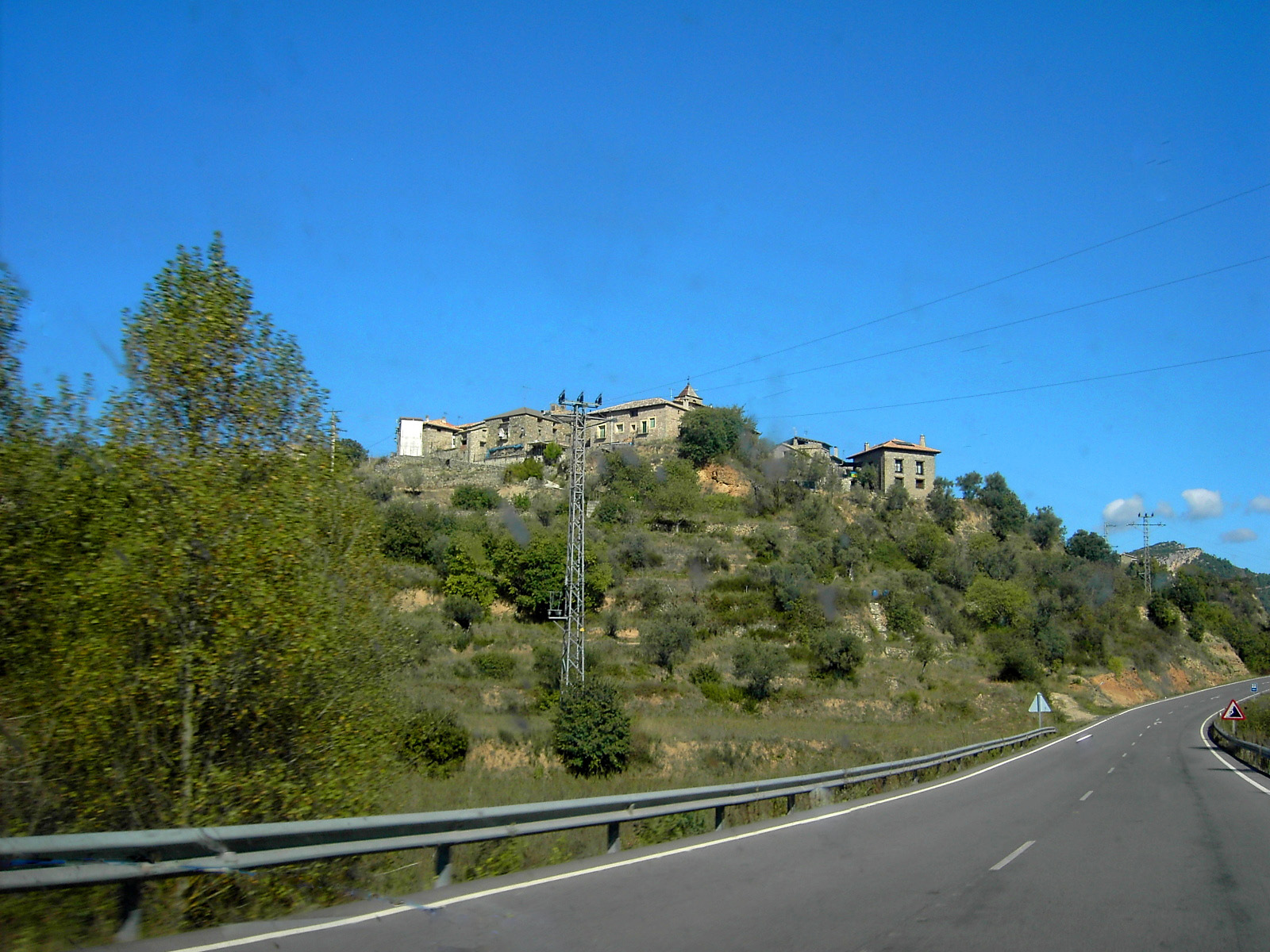
Escanilla
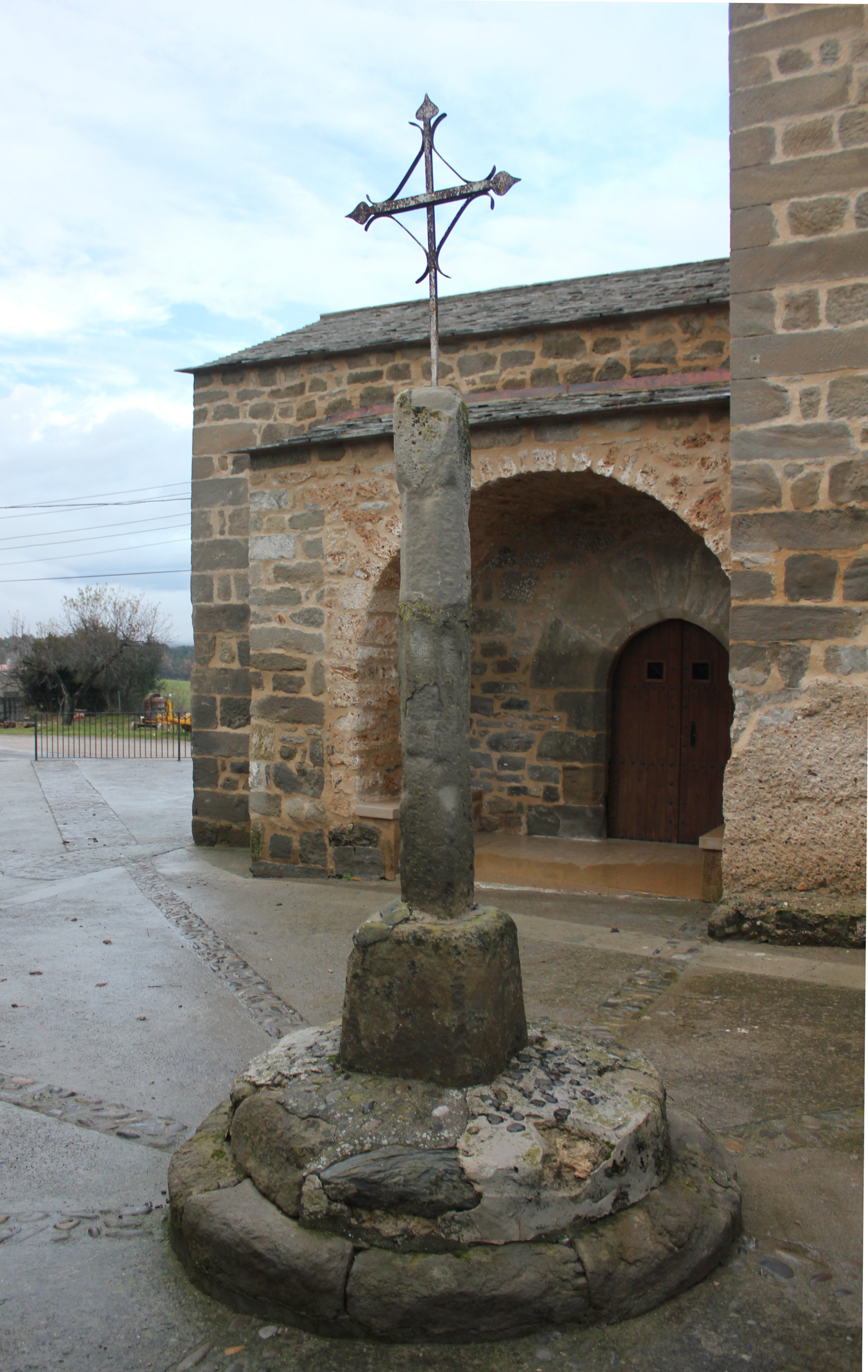
Lamata
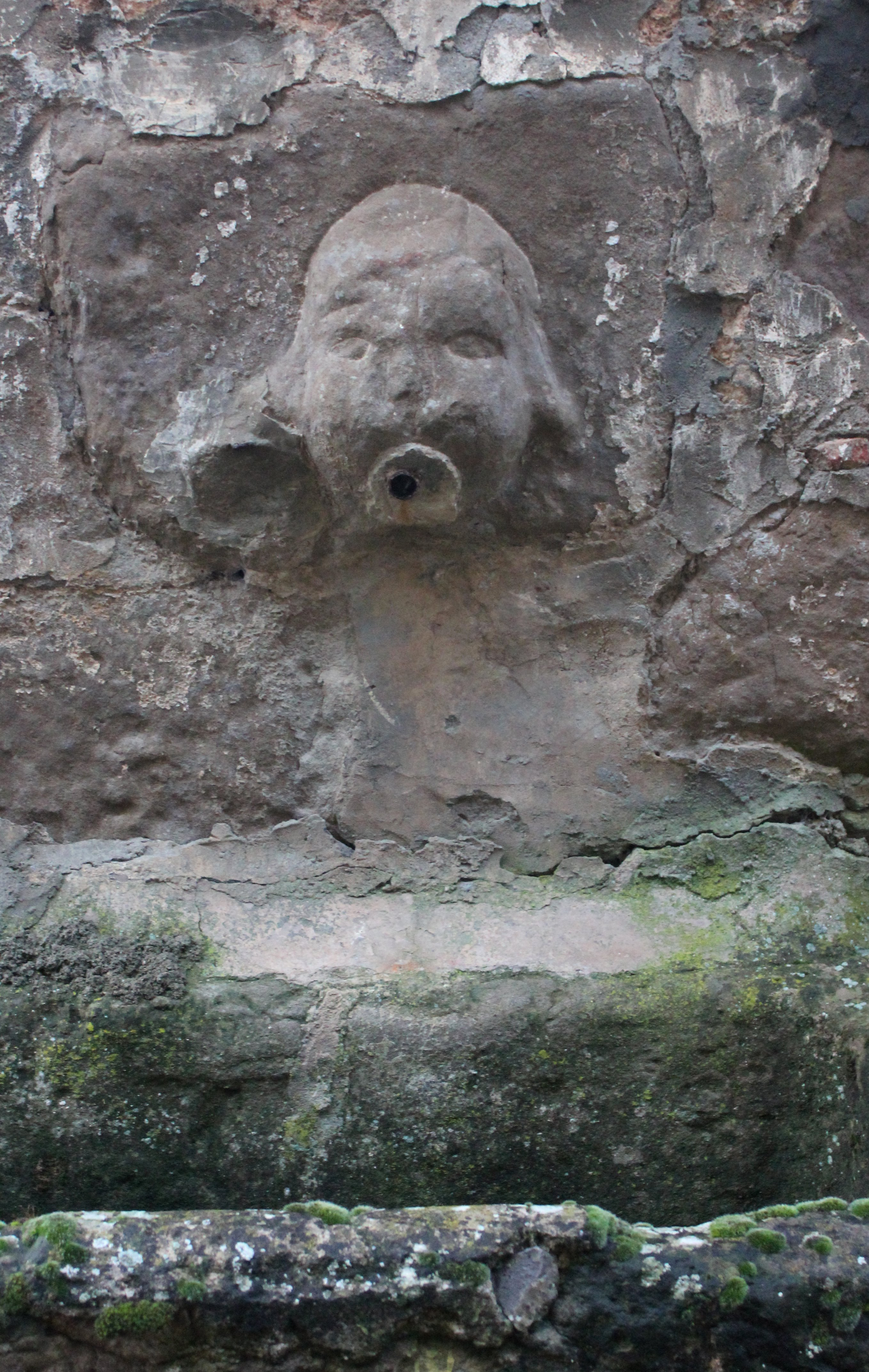
Lamata
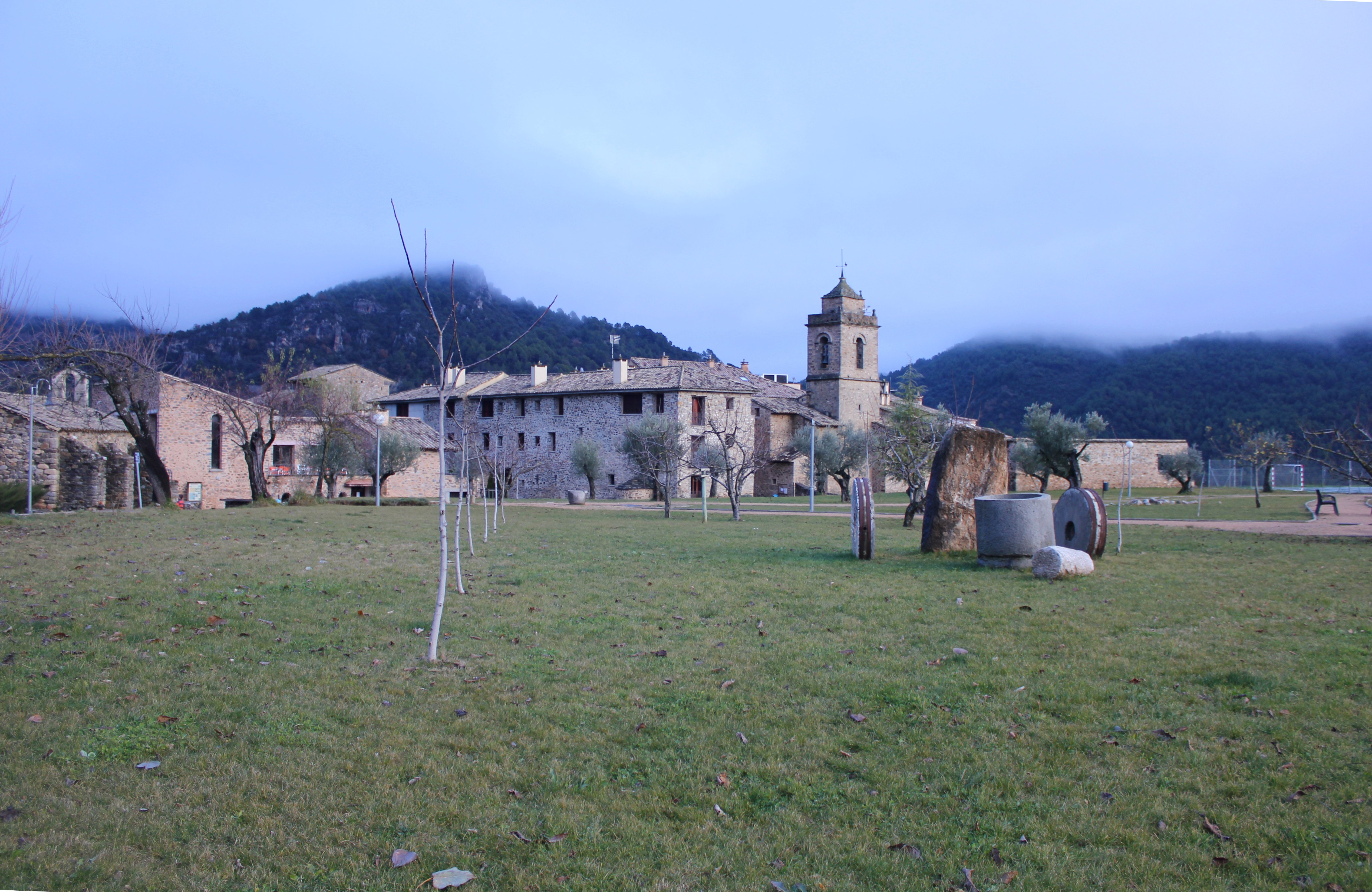
Ligüerre de Cinca
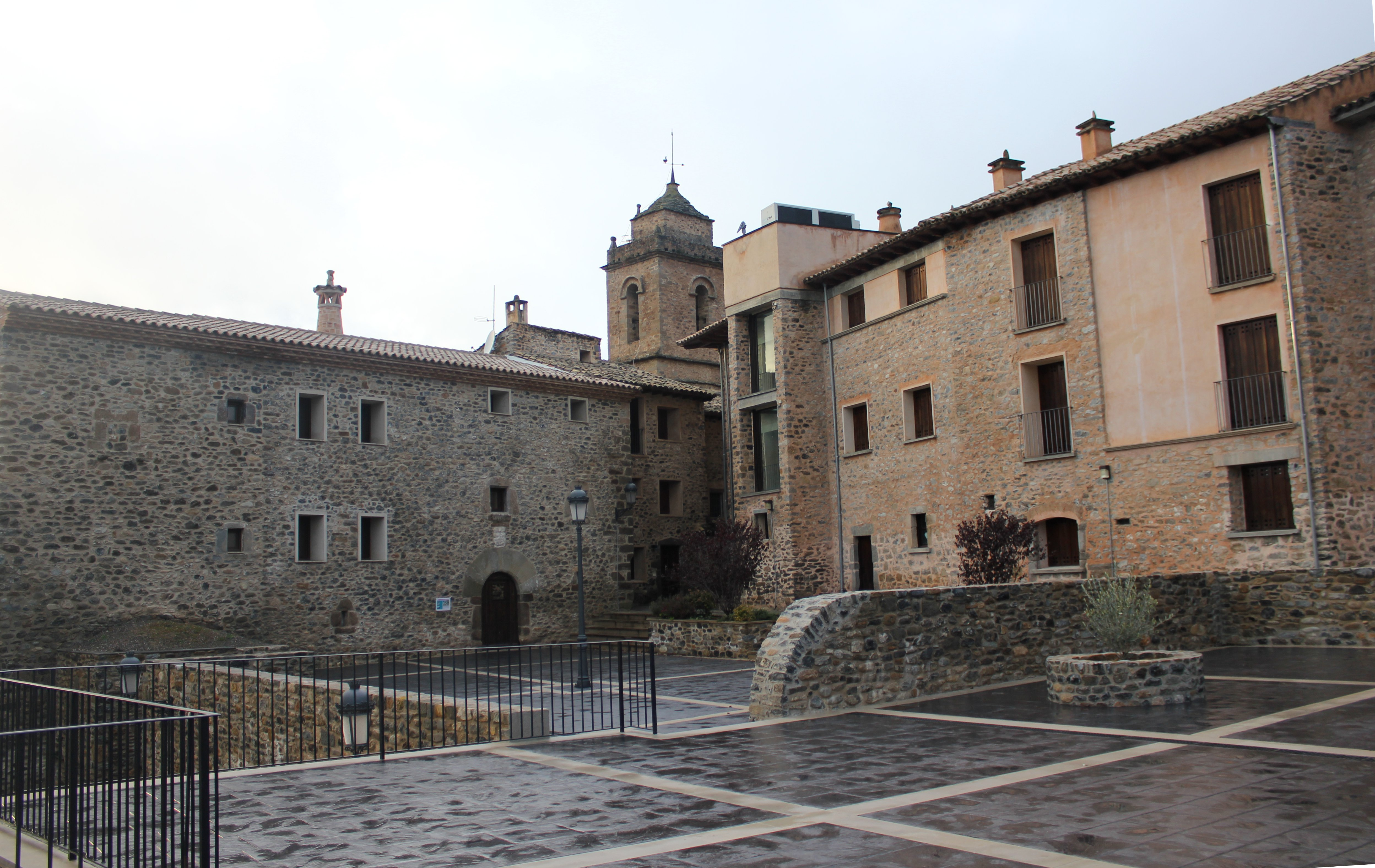
Ligüerre de Cinca
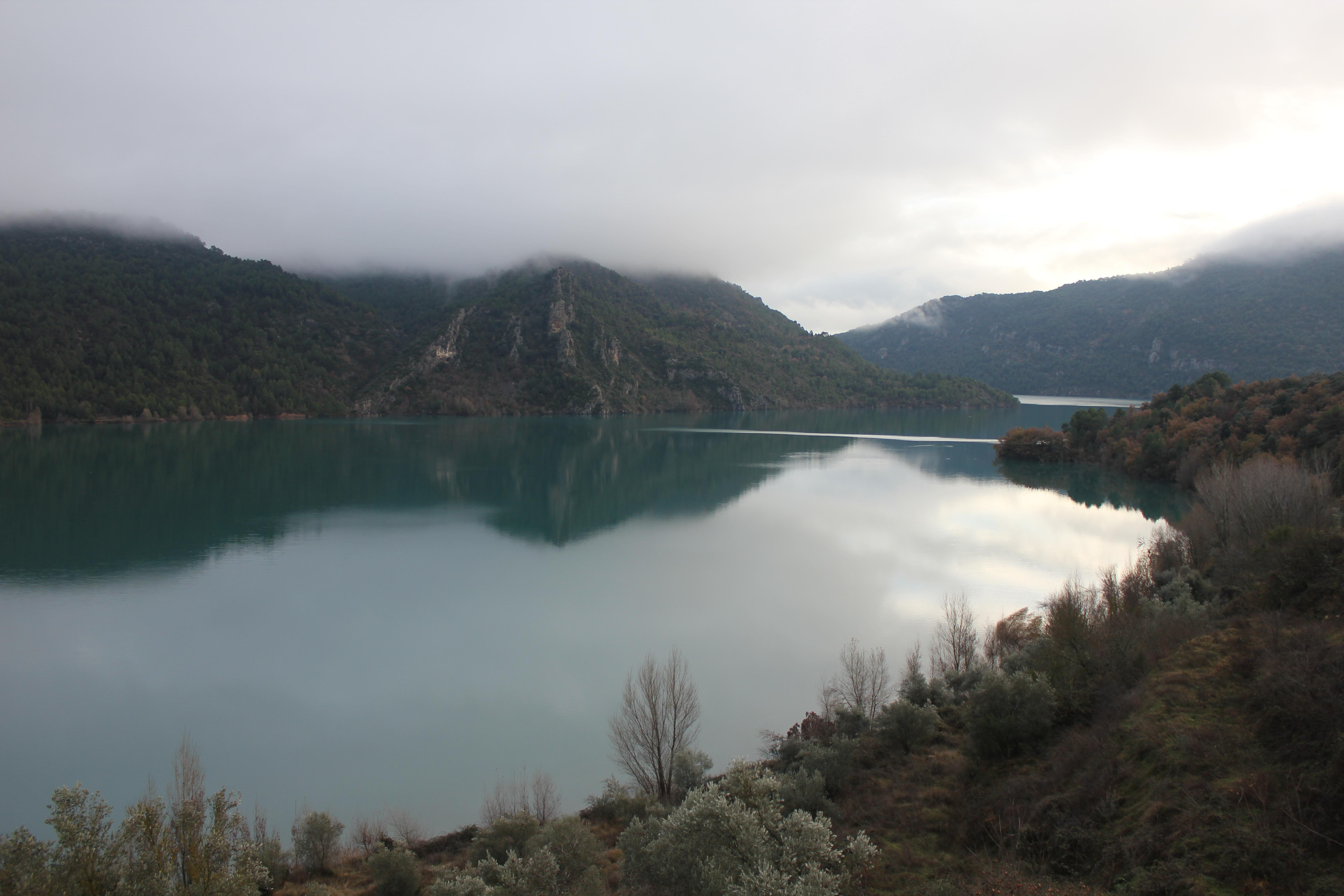
Embassament de Lo Grau
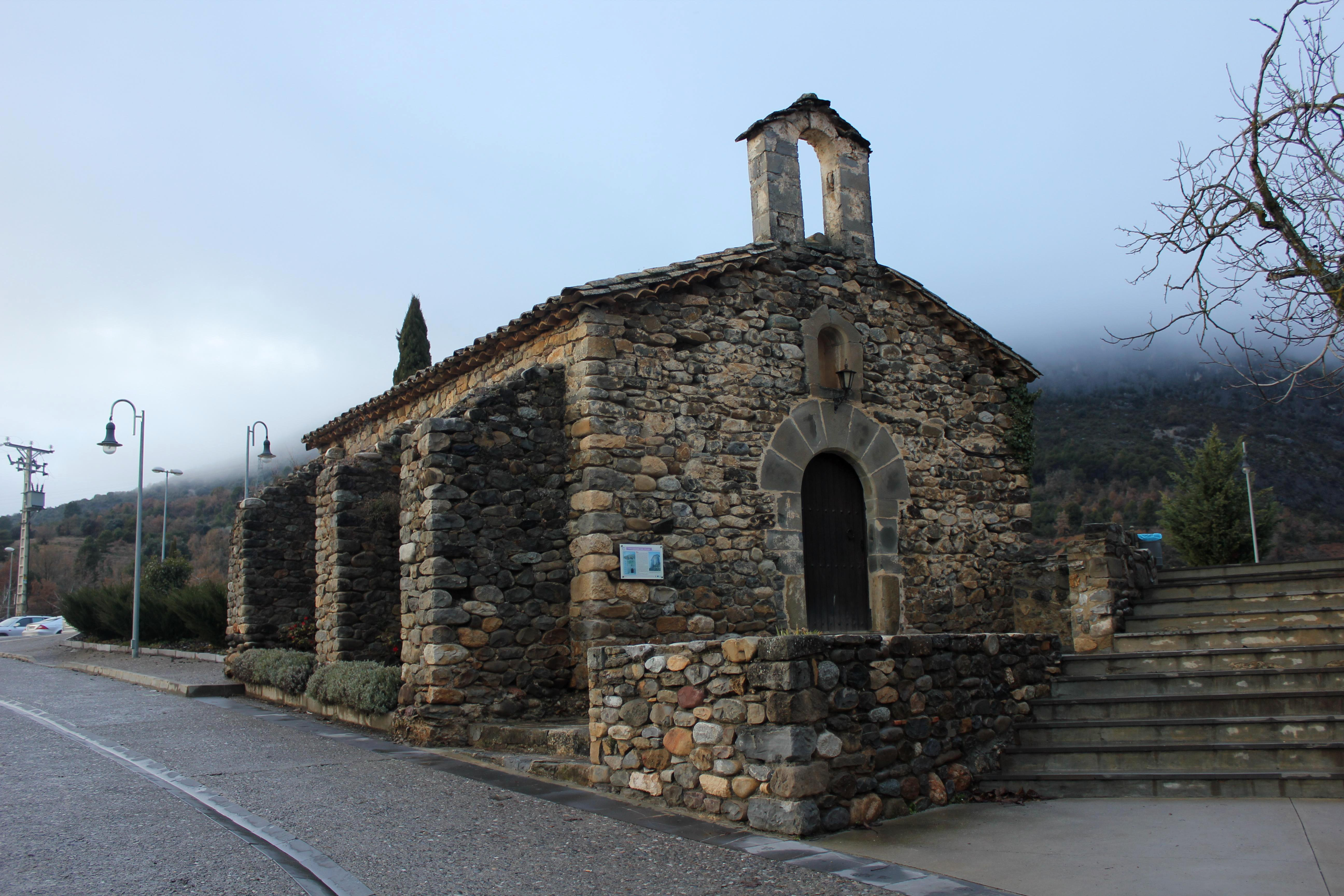
Ligüerre de Cinca